# Noble Willingham
Noble Henry Willingham, Jr. (ur. 31 sierpnia 1931 w Mineola, zm. 17 stycznia 2004 w Palm Springs) – amerykański aktor filmowy i telewizyjny. Odtwórca roli C.D. Parkera w serialu Strażnik Teksasu (1993–2001).

## Życiorys
W 1953 ukończył studia na Uniwersytecie Północnego Teksasu w Denton, a następnie uzyskał tytuł magistra psychologii edukacyjnej na Uniwersytecie Baylora w Waco. Służył w Armii Amerykańskiej w czasie wojny koreańskiej. Przez kilkanaście lat, zanim spełnił swoje marzenia o aktorstwie, był nauczycielem w Sam Houston High School w Houston, gdzie wykładał prawo i ekonomię. W 1970 wygrał casting do realizowanego w Teksasie filmu Petera Bogdanovicha Ostatni seans filmowy (1971) i zagrał w nim jedną z drugoplanowych ról. Dwa lata później ponownie zagrał u Bogdanovicha w filmie Papierowy księżyc (1973). Od tej chwili regularnie pojawiał się na ekranie, zarówno w filmach, jak i w produkcjach telewizyjnych. Jednakże największą popularność przyniosła mu rola u boku Chucka Norrisa w serialu TV Strażnik Teksasu. Willingham zagrał w nim C.D. Parkera; emerytowanego policjanta, a obecnie właściciela restauracji.
W 2000 wystartował w wyborach do Izby Reprezentantów z ramienia Republikanów. Został pokonany przez kandydata Demokratów Maxa Sandlina stosunkiem głosów 43% do 55%.
Zmarł nagle na zawał serca 17 stycznia 2004 w wieku 72 lat.
Został pochowany na Riverside National Cemetery w Riverside w Kalifornii.

## Filmografia
Filmy:
- Ostatni seans filmowy (1971) jako Chester
- Papierowy księżyc (1973) jako pan Robertson
- Złodziej na kolacji (1973) jako Roy
- Chinatown (1974) jako radny
- Sroga mama (1974) jako wujek Barney
- Na gołe pięści (1976) jako senator Hingle
- Błyskawicznie (1977) jako Billy Joe Byrnes
- Kompania marines C (1978) jako sierżant Curry
- Norma Rae (1979) jako Leroy Mason
- Butch i Sundance – Lata młodości (1979) jako kpt. Prewitt
- Hazardzista (1980) jako konduktor
- Więzień Brubaker (1980) jako dr Fenster
- Skowyt (1981) jako Charlie Barton
- Pierwszy poniedziałek października (1981) jako prokurator Nebraski
- Letnia gorączka (1987) jako Strother
- Urodzony we wschodnim Los Angeles (1987) jako oficer patrolu granicznego
- Alamo: 13 dni chwały (1987) jako dr Pollard
- La Bamba (1987) jako Howard
- Good Morning, Vietnam (1987) jako gen. Taylor
- I znowu plusk (1988) jako Karl Hooten
- Skok (1989) jako Stuckey
- Ślepa furia (1989) jako Claude MacCready
- Szansa dla karierowicza (1991) jako Roger Roy McClellan
- Ostatni skaut (1991) jako Sheldon Marcone
- Sułtani westernu (1991) jako Clay Stone
- Artykuł 99 (1992) jako inspektor generalny
- Myszy i ludzie (1992) jako szef
- Fałszywy senator (1992) jako Zeke Bridges
- Mężczyźni o tym nie mówią (1993) jako Riley
- Uprowadzenie (1993) jako szeryf Blake Davis
- Hudsucker Proxy (1994) jako Zebulon Cardoza
- Ace Ventura: Psi detektyw (1994) jako Riddle
- Strażnik pierwszej damy (1994) jako szeryf Janson
- Złoto dla naiwnych: Z powrotem w siodle (1994) jako Clay Stone
- Namiętności (1996) jako Buford Sells
- Na południe od nieba, na zachód od piekła (2000) jako szeryf Harris
- Ukryta tożsamość (2003) jako Shirl Cash

Seriale TV:
- Bonanza (1959–1973) jako pan Kirby (gościnnie, 1972)
- Gunsmoke (1955–1975) jako Tuck (gościnnie, 1973)
- Waltonowie (1972–1981) jako pan Denton/B.C. Graddy (gościnnie w 2 odcinkach; 1973 i 1975)
- Cannon (1971–1976) jako detektyw Sonny Wills (gościnnie, 1975)
- Jak zdobywano Dziki Zachód (1977–1979) jako sędzia Carter (gościnnie, 1979)
- Dallas (1978–1991) jako senator Pascomb (gościnnie, 1981)
- W imię honoru (1982) jako generał kawalerii
- Klinika w Teksasie (1983) jako Warren Jarvis
- Diukowie Hazzardu (1979–1985) jako Hanson (gościnnie, 1983)
- Drużyna A (1983–1987) jako Pete Stockton/Zack (gościnnie w 2 odcinkach; 1983 i 1986)
- Airwolf (1984–1987) jako Chester Hansen (gościnnie, 1985)
- Autostrada do nieba (1984–1989) jako MacGill (gościnnie, 1985)
- Detektyw Remington Steele (1982–1987) jako Harrison Bumpers (gościnnie, 1986)
- Prawnicy z Miasta Aniołów (1986–1994) jako Robert Kenyon (gościnnie, 1989)
- Star Trek: Następne pokolenie (1987–1994) jako Texas (gościnnie, 1989)
- Młodzi jeźdźcy (1989–1992) jako Erastus Hawkins (gościnnie, 1990)
- Matlock (1986–1995) jako wielebny Morley Phelps (gościnnie, 1990)
- Zagubiony w czasie (1989–1993) jako Gene (gościnnie, 1991)
- Przystanek Alaska (1990–1995) jako Gordon (gościnnie, 1992)
- Pan Złota Rączka (1991–1999) jako John Binford (gościnnie, 1992)
- Napisała: Morderstwo (1984–1996) jako szeryf Pat McAllester (gościnnie, 1992)
- Opowieści z krypty (1989–1996) jako pan Petermeyer (gościnnie, 1993)
- Strażnik Teksasu (1993–2001) jako C.D. Parker